# Вікторія (Клуж)
 Футбольний клуб «Вікторія» Клуж (рум. Victoria Cluj) — колишній румунський футбольний клуб з Клужа, що існував у 1920—1947 роках.

## Досягнення
- Ліга I
  - Віце-чемпіон: 1921–22, 1922–23, 1928–29.